# Ximena Bellido
Ximena Aída María Bellido Ugarte (* 10. September 1966 in Miraflores, Lima) ist eine peruanische Badmintonspielerin. Pilar Bellido und Carmen Bellido, ebenfalls erfolgreiche Badmintonspielerinnen, sind ihre Schwestern.

## Karriere
Ximena Bellido war in die 1980er und 1990er Jahren eine der dominierenden Spielerinnen in ihrem Heimatland und auf dem südamerikanischen Kontinent. Neben 15 nationalen Titeln von 1983 bis 2000 erkämpfte sie sich 1984, 1988 und 1996 vier Titel bei Südamerikameisterschaften.

## Sportliche Erfolge
| Saison | Veranstaltung           | Disziplin   | Platz | Name                                          |
| ------ | ----------------------- | ----------- | ----- | --------------------------------------------- |
| 1983   | Peru: Meisterschaft     | Damendoppel | 1     | Ximena Bellido / Carmen Bellido               |
| 1984   | Südamerikameisterschaft | Damendoppel | 1     | Gloria Jiménez / Ximena Bellido               |
| 1984   | Peru: Meisterschaft     | Damendoppel | 1     | Ximena Bellido / Carmen Bellido               |
| 1987   | Peru: Meisterschaft     | Damendoppel | 1     | Gloria Jiménez / Ximena Bellido               |
| 1988   | Südamerikameisterschaft | Damendoppel | 1     | Gloria Jiménez / Ximena Bellido               |
| 1988   | Südamerikameisterschaft | Dameneinzel | 1     | Ximena Bellido                                |
| 1988   | Peru: Meisterschaft     | Dameneinzel | 1     | Ximena Bellido                                |
| 1989   | Peru: Meisterschaft     | Damendoppel | 1     | Ximena Bellido Ugarte / Carmen Bellido Ugarte |
| 1989   | Peru: Meisterschaft     | Mixed       | 1     | Gustavo Salazar / Ximena Bellido              |
| 1992   | Peru: Meisterschaft     | Damendoppel | 1     | Teresa Montero / Ximena Bellido               |
| 1993   | Peru: Meisterschaft     | Damendoppel | 1     | Teresa Montero / Ximena Bellido               |
| 1996   | Südamerikameisterschaft | Damendoppel | 1     | Lorena Blanco / Ximena Bellido                |
| 1996   | Brazil International    | Damendoppel | 1     | Ximena Bellido / Doriana Rivera               |
| 1996   | Brazil International    | Mixed       | 1     | Mario Carulla / Ximena Bellido                |
| 1996   | Brazil International    | Dameneinzel | 1     | Ximena Bellido                                |
| 1996   | Peru: Meisterschaft     | Damendoppel | 1     | Ximena Bellido / Lorena Blanco                |
| 1996   | Peru: Meisterschaft     | Mixed       | 1     | Mario Carulla / Ximena Bellido                |
| 1997   | Brazil International    | Damendoppel | 1     | Ximena Bellido / Pilar Bellido                |
| 1997   | Peru: Meisterschaft     | Damendoppel | 1     | Ximena Bellido / Lorena Blanco                |
| 1997   | Peru: Meisterschaft     | Mixed       | 1     | Mario Carulla / Ximena Bellido                |
| 1998   | Peru: Meisterschaft     | Damendoppel | 1     | Ximena Bellido / Lorena Blanco                |
| 1998   | Peru: Meisterschaft     | Mixed       | 1     | José Iturriaga / Ximena Bellido               |
| 1999   | Peru: Meisterschaft     | Damendoppel | 1     | Ximena Bellido / Lorena Blanco                |
| 2000   | Brazil International    | Damendoppel | 1     | Ximena Bellido / Doriana Rivera               |
| 2000   | Peru: Meisterschaft     | Damendoppel | 1     | Ximena Bellido / Lorena Blanco                |